# Новый Рычан
Но́вый Рыча́н — крупное казахское село в Володарском районе Астраханской области, административный центр Хуторского сельсовета, в состав которого также входит соседнее село Раздор.

## История
Первое упоминание этого села относится к 1920 году, когда оно входило в состав Архаровской волости Красноярского уезда, затем в июле 1925 года оно было передано в состав Могойского района, в июле 1926 года — в составе Красноярского района, в 1928 году — в составе Марфинского района, в 1931 году — в составе Володарского района, в 1944 году — вторично в составе Марфинского района, в 1963 году — в состав Красноярского района, в 1965 году — вновь в состав Володарского района, к которому и относится до сих пор.
Новый Рычан начал активно заселяться в 1930-х годах после организации на этой территории рыбного промысла. Большинство переселенцев было выходцами из ныне опустевшего села Хутор, располагавшегося в нескольких километрах к северо-востоку на берегу реки Макарка. В 1940 году из Хутора в Новый Рычан перенесли школу.
На советской военной карте 1941 года село обозначено как Бархат, на немецкой 1942 года — как аул Бархатный.
Хотя сегодня абсолютное большинство населения Нового Рычана составляют этнические казахи, ранее в нём имелось значительное русское население. Русские рыбаки преимущественно селились вдоль берега реки Белый Ильмень, и эта часть села по сей день известна в народе как Бурлакаул (каз. Бурлағауыл — «Аул бурлаков», поскольку бурлаками казахи нередко называли всех русских).

## География
Село расположено в 14 километрах на юго-запад от райцентра Володарского на острове, омываемом рекой Белый Ильмень в дельте Волги. Расстояние до центра Астрахани по прямой составляет около 26 километров.
Часовой пояс
Новый Рычан, как и вся Астраханская область, находится в часовой зоне МСК+1. Смещение применяемого времени относительно UTC составляет +4:00.

## Население
| 2002 | 2010 |
| ---- | ---- |
| 885  | ↗997 |

Более 98 % населения Нового Рычана составляют казахи, также в селе проживает несколько аварских и русских семей. Как и во многих казахских сёлах региона, расположенных недалеко от городов и районных центров, основной регистр повседневнего общения местных жителей — постоянное смешение кодов, то есть совместное употребление элементов казахского и русского языков с тенденцией к доминированию второго.
| Национальность | Численность (2010) | Процент |
| -------------- | ------------------ | ------- |
| Казахи         | 949                | 94,9%   |
| Аварцы         | 26                 | 2,6%    |
| Русские        | 25                 | 2,5%    |
| Всего          | 1000               | 100%    |

## Инфраструктура
В селе работают четыре магазина, общеобразовательная школа-девятилетка, детский сад «Сказка», фельдшерско-акушерский пункт и почтовое отделение, также имеются дом культуры и сельская библиотека.

## Транспорт
В 5 километрах от села проходит трасса, соединяющая Астрахань и Володарский, по которой ежедневно до шести часов вечера ходят рейсовые автобусы с небольшими интервалами. В само село рейсовый транспорт в последние годы не заезжает.

## Фотогалерея

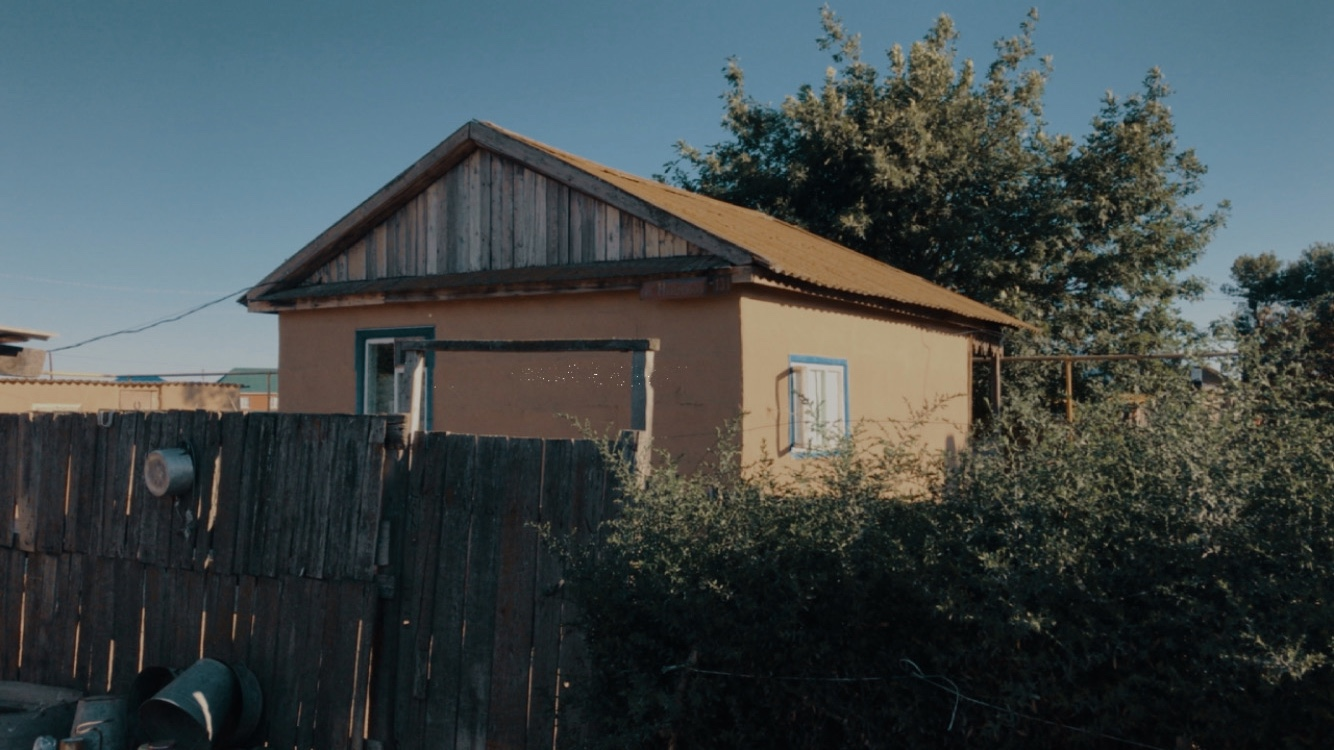
Частный жилой дом в Новом Рычане
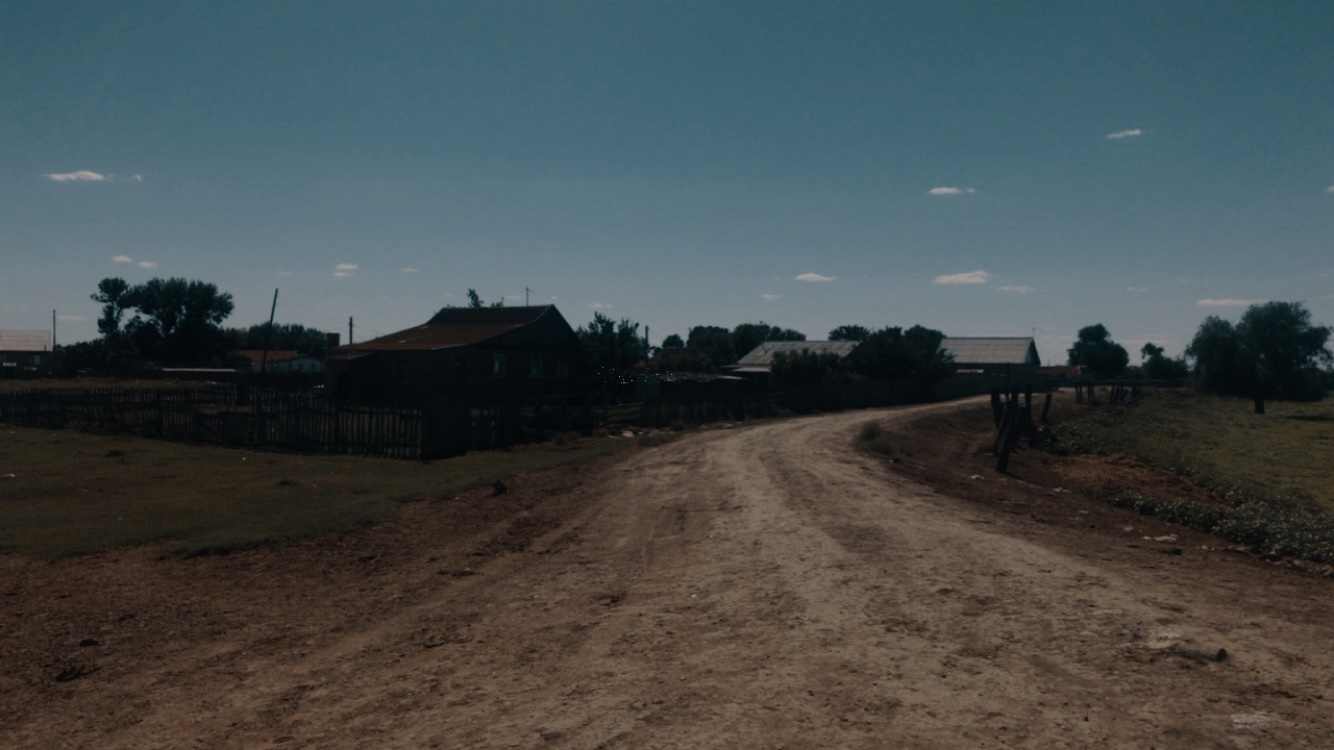
Набережная улица
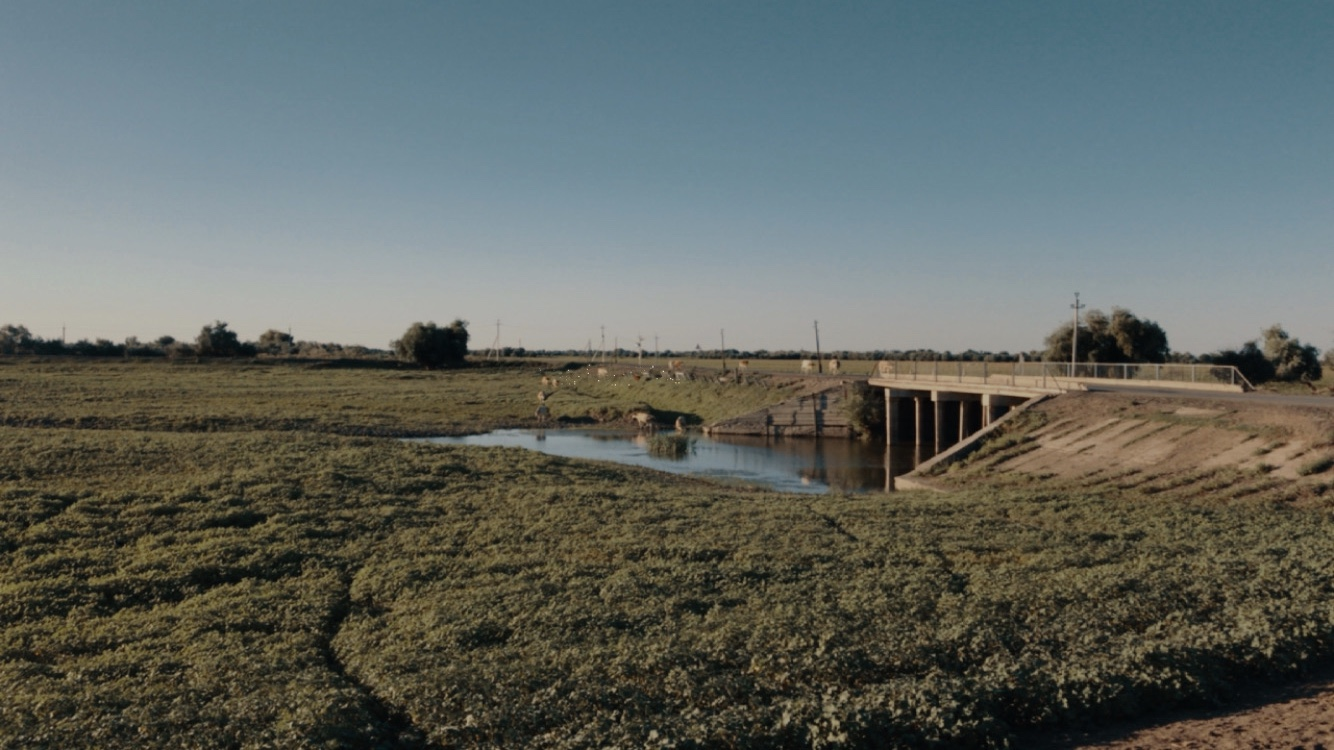
Мост через ерик к северу от села